# Pedraza de Campos
Pedraza de Campos là một đô thị trong tỉnh Palencia, Castile và León, Tây Ban Nha. According to the 2004 (INE), đô thị này có dân số là 115 người.